# LignoSat
LignoSat est un petit satellite japonais en bois. Il est considéré comme le premier satellite au monde à être fabriqué avec ce matériau.

## Conception

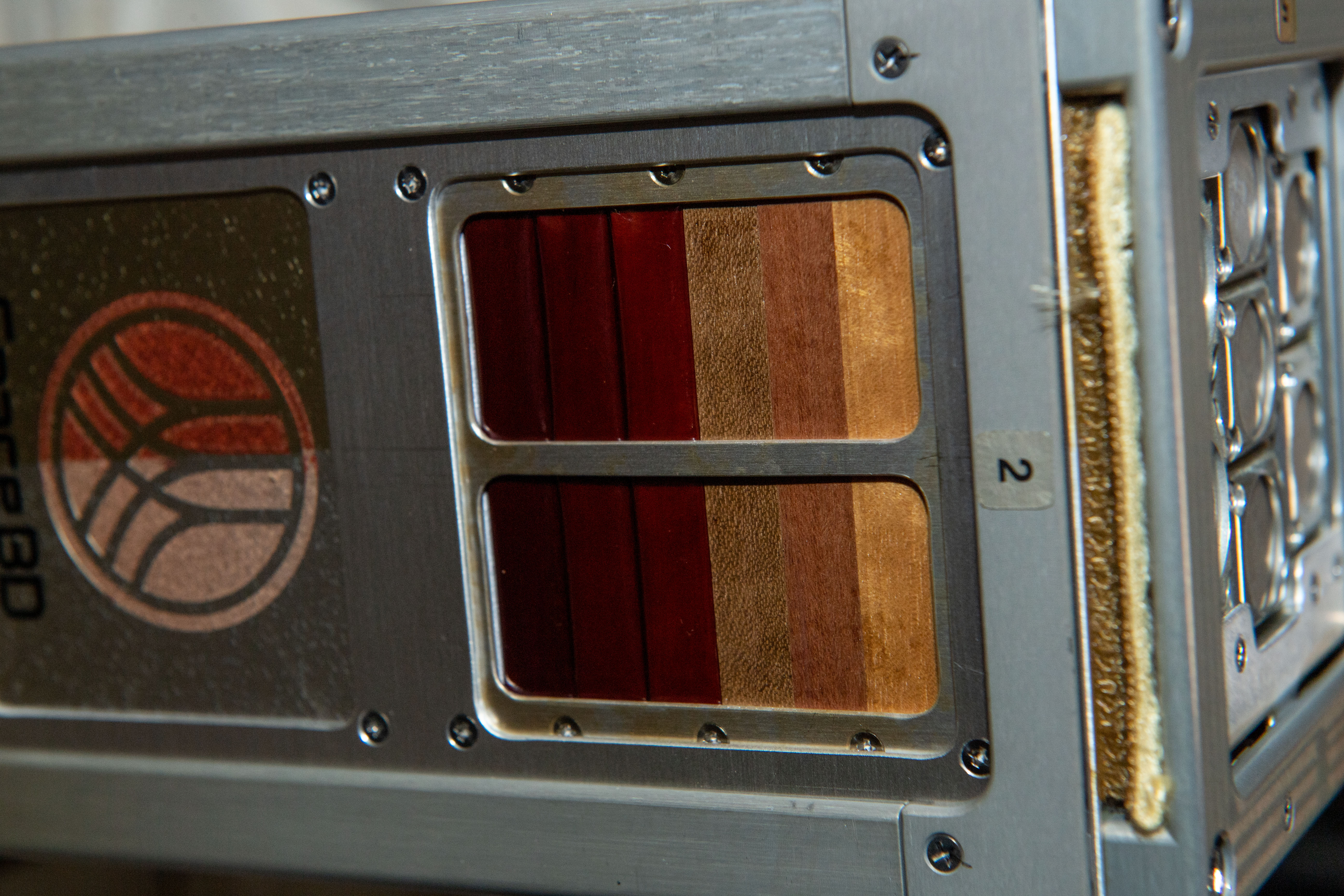
Échantillons de bois ayant été exposés au vide spatial pendant plusieurs mois, décembre 2022.

LignoSat est développé par l'Université de Kyoto et l'entreprise d'exploitation forestière Sumitomo Forestry pour démontrer l'utilisation du bois à des fins d'exploration spatiale. L'utilisation du bois pour des satellites a pour objectif principal de réduire la pollution atmosphérique générée par les oxydes métalliques créés lors de la rentrée atmosphérique des appareils en fin de mission.
Le satellite doit son nom au latin ligno signifiant « bois ». LignoSat est fabriqué à partir de bois de honoki, un magnolia originaire du Japon. Le bois de l'arbre est généralement utilisé pour les fourreaux d'épée. Le choix du matériau est déterminé au cours d'une expérience de 10 mois à bord de la Station spatiale internationale. Le satellite est assemblé grâce à une technique artisanale traditionnelle japonaise sans vis ni colle. Il est doté toutefois de quelques structures en aluminium et de composants électroniques.

## LignoSat 1
LignoSat 1 est un CubeSat et mesure donc 10 cm de côté. Il pèse 900 g.
Le satellite est lancé dans l'espace le 5 novembre 2024 par la fusée Falcon 9 Block 5 de SpaceX à bord du Cargo Dragon sans équipage depuis le Centre spatial Kennedy en Floride vers la Station spatiale internationale LC-39A,. Il est chargé dans un conteneur spécial par la JAXA. Il est déployé en orbite via le module Kibō le 9 décembre 2024. Cependant, le satellite ne parvient pas à communiquer avec la Terre.

## LignoSat 2
Un deuxième satellite, LignoSat 2, est prévu.